# Степ (біом)

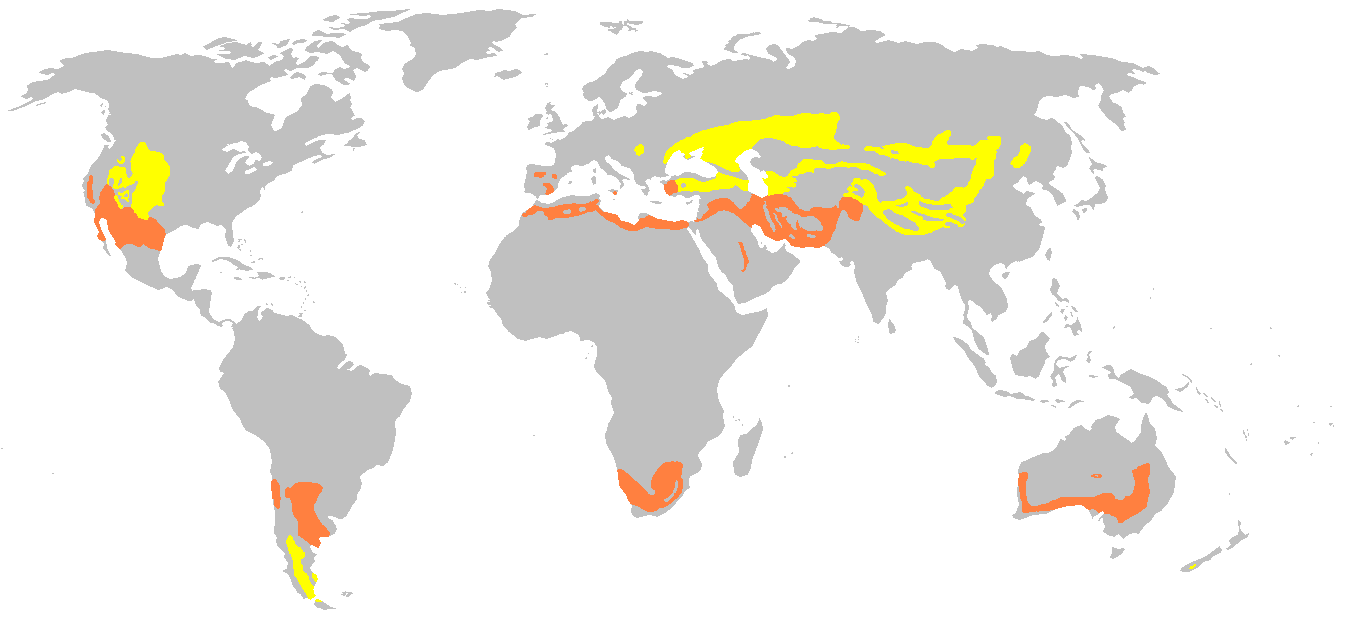
Поширення степів у світі, показано жовтим та жовтогарячим (субтропічні степові масиви)

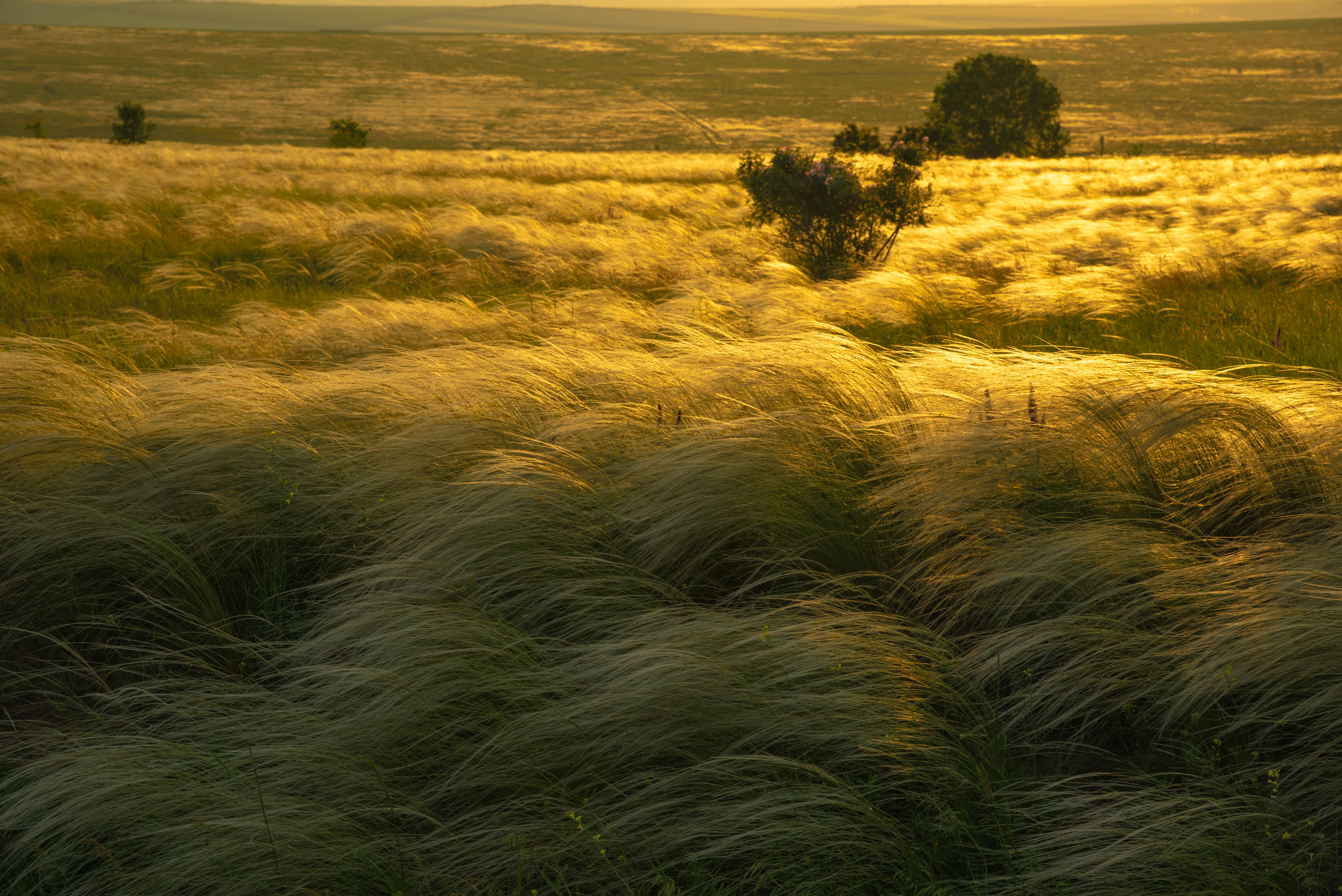
Український степ

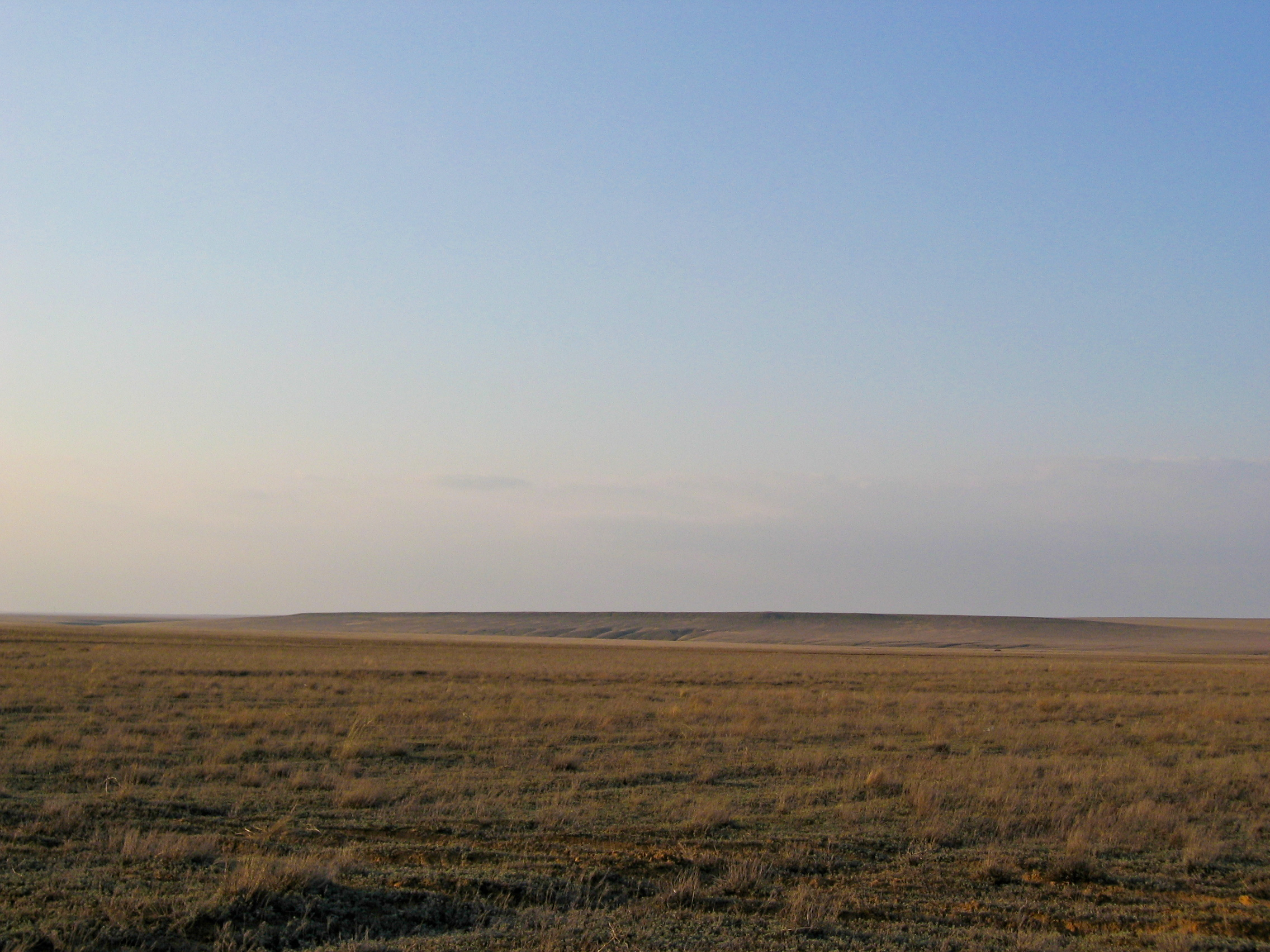
Казахстанський степ

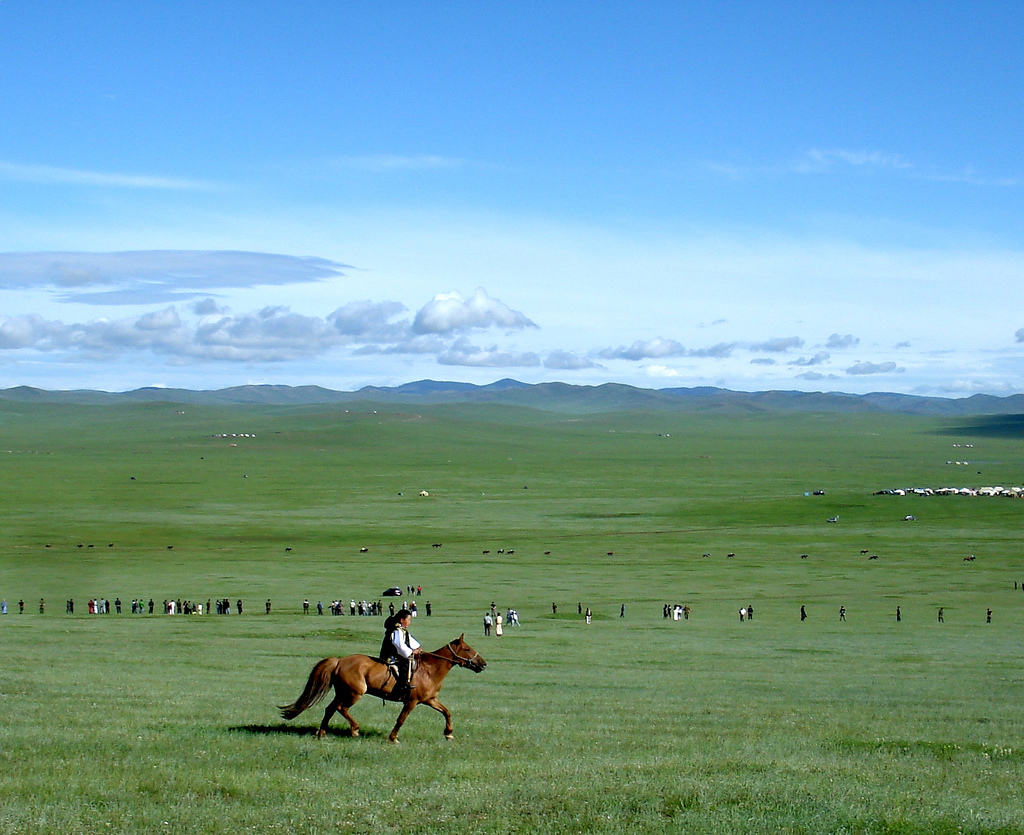
Монгольський степ

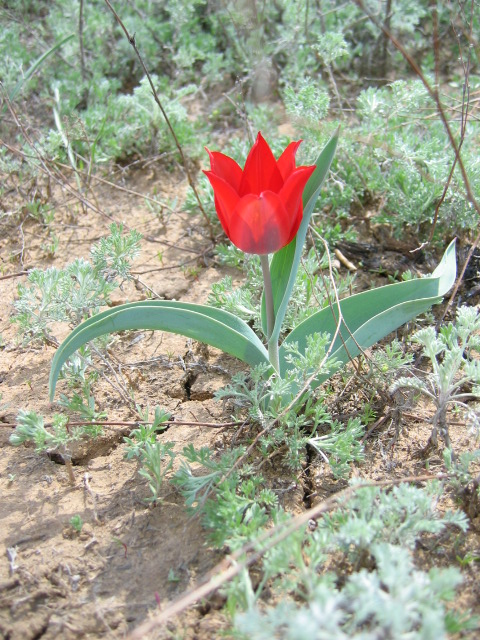
Степовий тюльпан — типовий ефемероїд степу. Казахстан

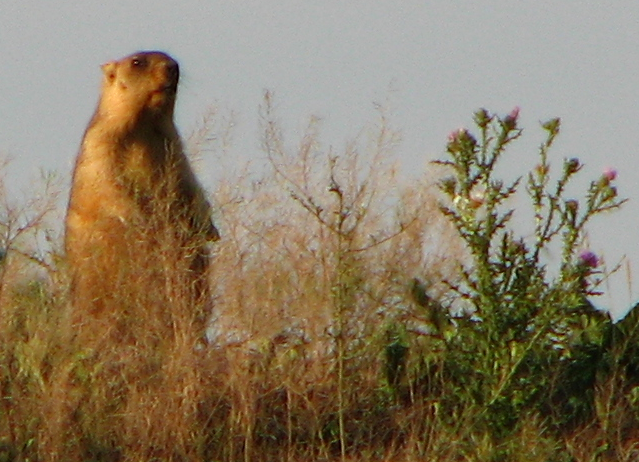
Бабак — типовий представник тваринного світу степів

Лощина на просторах центральноукраїнських степів, у межах Кіровоградської області

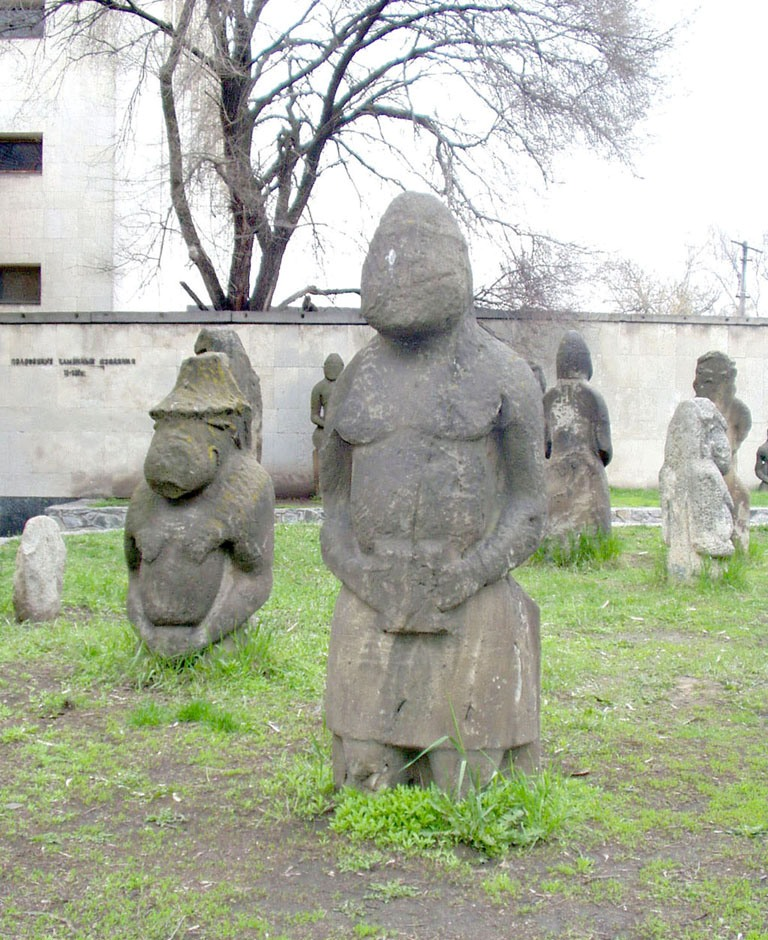
Половецькі баби

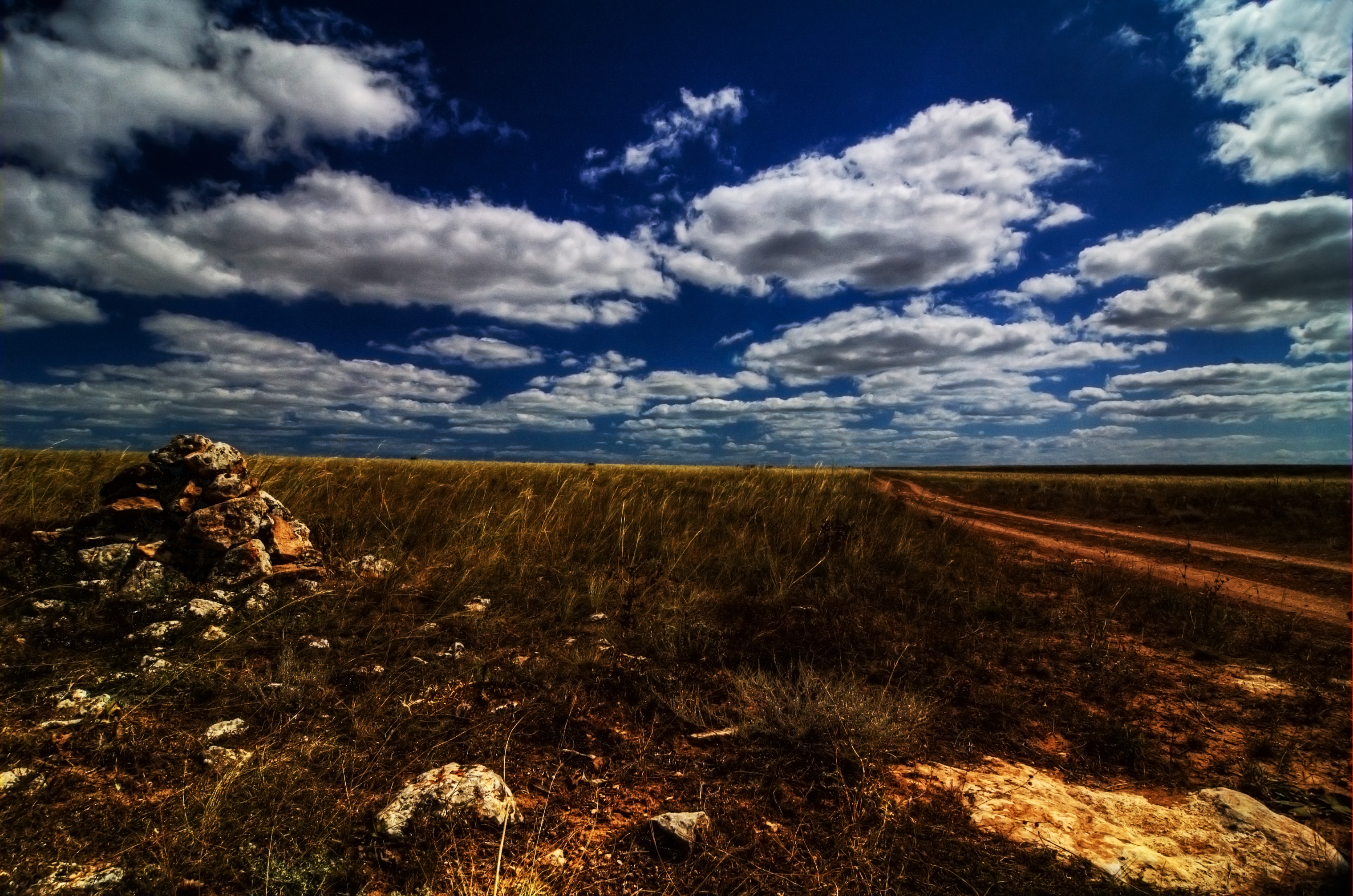
Степ в Криму.

Степова зона, «степ» — біом помірного поясу, для якого природно було характерне майже повсюдне поширення степів, трав'янистої, в основному злакової рослинності на чорноземних і каштанових ґрунтах.

## Генезис
Природними передумовами утворення степів є поєднання кліматичних і біологічних факторів. Клімат має поєднувати зволоження, достатнє для росту трав, з недостатнім зволоженням товщі ґрунту, що не дає розвиватися деревам. Подібні умови складаються за нечастих або ж нетривалих дощів. Головним біологічним фактором є наявність великої кількості пасовищних тварин, які настільки активно об'їдають рослинність, що подібний тиск витримують лише трави. Тобто розуміння степу як місцевості, де дерева взагалі не ростуть, є неправильним. Антропогенний вплив протягом тисячоліть, а саме випас тварин та вирубка лісів призвели до значного розширення степової зони. Сучасні дослідження свідчать, що наприклад в Україні степи є виключно антропогенними і розвинулися починаючи з 3 тисячоліття до н. е. До того часу зона лісостепу доходила безпосередньо до чорноморського узбережжя. «Сучасного» вигляду степи набули в перші сторіччя н. е. Невеликі заповідні ділянки українського степу без впливу людини та без пасовищних тварин заростають кущами та деревами, втрачаючи власне степовий вигляд.

## Клімат
Клімат помірно континентальний. Степова зона має найбільші теплові ресурси. Безморозний період триває до 220 днів. Середні липневі температури зростають у південному напрямі від +21,5 °C до +23 °C. Річні суми опадів зменшуються від 550 мм на півночі до 400 мм — на півдні. Характерною особливістю для степу є висока випаровуваність.

## Ґрунти й рослинність
Для степів типовими є трав'яні угруповання, в складі яких переважають ксерофіти, зокрема в євразійському степу ковили, типчаки, житняки, келерії, тонконоги, з домішкою кореневищних злаків та посухостійкого різнотрав'я на чорноземних і каштанових ґрунтах.

## Типи степів
Розрізняють два види степів:
- Помірний степ, або так званий «справжній» степ, що розташований в континентальних районах світу.
- Субтропічний степ — маючи засухостійку рослинність, розташований в найпосушливіших районах середземноморського типу клімату. Зазвичай короткий дощовий період.

Своєрідні типи степів — чагарниковий степ і альпійські луки.

### Степ помірного поясу
Найбільша у світі зона степів, називається «Великий Степ», простягається від румунської Добруджі через Україну до хребтів Алтаю, Копетдагу і Тянь-Шаню.
Центральна Анатолія в Туреччині, та Паннонійська рівнина Європі є холодним степом.
Інший великий терен степу — прерія — розташований в центральних штатах США й Західній Канаді. Степ Високих рівнин знаходиться в найзахіднішій частині регіону Великих рівнин, Ченнелд Скебленд в південній частині Британської Колумбії і штату Вашингтон.
У Патагонії Південної Америки також переважають степи. Відносно невеликі терени степу можна знайти у внутрішній частині Південного острова Нової Зеландії, а також в Угорщині (пуста).

#### Український степ
В Україні степ збігається приблизно з Південною Україною, крім Кримських гір, та їх продовженням на південний схід — Передкавказзям. Степ займає майже 300 000 км² (40 %) української суцільної етнічної території і 460 000 км² (48 %) всіх українських земель. Степ майже цілком розораний, залишки колишньої рослинності збереглися у заповідниках і частково на схилах балок і долин річок. Відомими збереженими ділянками степової рослинності є Хомутовська цілина — частина Українського державного степового заповідника та Асканія-Нова.

### Субтропічний степ
В Європі, деякі середземноморські райони мають степову рослинність, такі як центральна Сицилія та центрально-східна Іспанія, особливо на південно-східному узбережжі (Мурсія), а також місця розташовані в дощовій тіні, на кшталт Сарагоси. В Азії це пустеля Тар на півострові Індостан, в Австралії — між хребтами Масгрейв (даунленди). В Південній Африці — Драконові гори (гірський велд). У Північній Америці це перехідна область між зонами з середземноморським кліматом і справжніх пустель, такі як Ріно, штат Невада, і внутрішня частина Каліфорнії. У Південній Америці — теплі степи пампи.

## Тропічні луки і чагарники
Серед інших терен, де випаровування в півтора рази більше за опади, і за складом флори[прояснити] можна назвати Сахель в Африці і Сертао в північно-східній Бразилії.